# Bieżyń
Bieżyń – wieś w Polsce położona w województwie wielkopolskim, w powiecie kościańskim, w gminie Krzywiń.

## Nazwa
Chronologicznie, zanim powstała wieś, jako pierwsze w latach 1181-1258 notowane było jezioro o nazwie Bieżyn (oryg. „Besan”), które należało do wsi Mościeszyce (obecnie Mościszki). Wieś została lokowana w 1371 przez opata benedyktynów lubińskich i nazwana została od jeziora. Miejscowość pierwotnie związana była z Wielkopolską. Istnieje co najmniej od drugiej połowy XIV wieku. Wymieniona w łacińskim dokumencie z 1371 jako „ Bezan”, 1393 „Biezen”, 1446 „Byescheny”, 1475 „Byeszen”, 1476 „Byeszyen”, 1478 „Byesen”, 1510 „Byezyn”, 1563 „Byezyny”.

## Historia
Miejscowość była wsią kościelną własnością opactwa benedyktyńskiego w Lubiniu. W 1530 leżała w powiecie kościańskim Korony Królestwa Polskiego. W 1510 leżała w parafii Lubiń.
Zachował się akt lokacyjny wsi z 1371 wystawiony przez opata lubińskiego Wojciecha, który sprzedał opatrznemu Wojciechowi sołectwo w Bieżyniu za 14 grzywien w celu lokowania tej wsi na wielkich łanach, na prawie niemieckim. Akt lokacyjny opisał okolicę, a także prawa i obowiązki mieszkańców. Do wsi opat dołączył role oraz zarośla zwane „Łagowiec” z jednej strony, a błoto zwane „Słubiec” z drugiej strony. Ustalono także prawa i obowiązki mieszkańców, których na pierwsze 14 1at zwolniono z podatków w ramach wolnizny. Po tym okresie mieli oddawać klasztorowi lubińskiemu z każdego łanu wielkiego po 4 ćwiertnie żyta, 4 ćwiertnie owsa, 2 ćwiertnie pszenicy, 2 ćwiertnie jęczmienia, jeden wiardunek czynszu oraz jeden wiardunek dziesiętny , a także 30 jaj, połeć mięsa wartości 8 skudów oraz dwa kurczaki, jedną ćwiertnię chmielu,. Kmiecie mieli także orać dla klasztoru przez 3 dni, a ponadto dawać posiłek dwa razy w roku w czasie „wielkich sądów” lub po wiardunku za każdy posiłek. Sołtys otrzymał dwa łany wielkie, dwa ogrody, karczmę, w której dwa razy w roku miały być także odprawiane sądy oraz łąkę leżącą osobno pomiędzy drogą biegnącą z Bieżynia do Cichowa, a posiadłościami Piotrka z Łagowa. Sołtys miał prawo zbudować wiatrak oraz założyć jatki piekarnicze, lub stępę, a także jatki rzeźnicze, szewskie. Mógł także osadzić we wsi kowala. Przyznano mu prawo poboru co trzeciego denara z opłat sądowych, a inne opłaty m.in. przysiężne mógł pobierać w całości. Opat lubiński zezwolił sołtysowi także na wypas 400 owiec, polowania na zające za pomocą sieci oraz dwóch wyżłów , a także na bażanty i kuropatwy. Mógł on także na własne potrzeby łowić ryby małymi sieciami w jeziorze Bieżyn. Sołtys miał obowiązek służyć opatowi na koniu wartości dwóch grzywien oraz dać raz w roku posiłek na wielkich sądach lub w zamian jeden wiardunek.
W 1393 król polski Władysław II Jagiełło zwolnił od wszelkich ciężarów na rzecz króla wsie klasztoru w Lubiniu, zniszczone przez wrogów Królestwa Polskiego, a w tym m.in. wieś Bieżyń, na tak długi czas, na jaki opat zwolni je z czynszów i świadczeń wobec klasztoru.
W 1439 Maciej, niegdyś sołtys bieżyński zeznał, że jego brat Stanisław aktualny wówczas sołtys bieżyński uiścił mu opłatę za sprzedaną część wspomnianego sołectwa. W 1446 Marcin sołtys bieżyński zapisał swojej żonie Katarzynie, córce sołtysa z Dalewa, 10 grzywien posagu i 6 grzywien wiana na połowie łana swego sołectwa. 1471 Tomasz opat lubiński dokonał podziału majątku po zmarłym sołtysie bieżyńskim Wawrzyńcu. Sołectwo objął średni syn Jan, który miał spłacić rodzeństwo. Cztery grzywny miał zapłacić bratu Wojciechowi, 7 grzywien Szymonowi i 5 grzywien Barbarze. W 1471 pracownicy Stanisław i Mikołaj, synowie Ciecha kmiecia z Bieżyna, odstąpili swoją ojcowiznę oraz macierzyznę we wsi bratu Michałowi, który powinien zapłacić im po dwie grzywny oraz przejąć obowiązek dożywotniego utrzymania ojca. W 1478 Mikołaj syn młynarza z Bieżyna zawarł ugodę ze swym zięciem Mikołajem z Cichowa.
W 1479 opisana została okolica wsi przy okazji odnowienia znaków granicznych pomiędzy Bieżyniem, a Bielewem. Granica biegła od pala narożnego znajdującego się w środku błota pomiędzy ostrowem zwanym „Rybitwy”, należącego do dóbr lubińskich, a wsią Bielewo. Dalej biegła wzdłuż 4 pali środkiem błota do kopca narożnego, na końcu błota, dzielącego wsie Bieżyń, Łagowo oraz Bielewo.
Miejscowość odnotowano również w historycznych rejestrach poborowych. W 1510 wieś miała dwa sołectwa po jednym łanie, 3 łany osiadłe oraz dwa łany opuszczone. W 1530 pobrano podatki z 5 kwart roli. W 1563 miał miejsce pobór od 5 i 1/4 łana, dwóch karczm, od szynkowania gorzałki oraz od jednego wiatraka. Sołtysi zapłacili podatki od dwóch łanów. W 1566 pobór odbył się od 5 i 1/4 łana, 2 karczm, jednego wiatraka oraz dwóch łanów sołeckich. W 1571 opat lubiński zapłacił pobór od 5 i 1/4 łanów kmiecych, 2 łanów sołeckich, karczmy, wiatraka, rybaka oraz komornika. W 1580 zapłacił pobór od 5 1/4 łana, 2 łanów sołeckich oraz wiatraka. Miejscowy karczmarz nie zapłacił nic z powodu pożaru.
Wieś duchowna Bieżeń, własność opata benedyktynów w Lubiniu pod koniec XVI wieku leżała w powiecie kościańskim województwa poznańskiego w Rzeczypospolitej Obojga Narodów.
Wskutek II rozbioru Polski w 1793, miejscowość przeszła pod władanie Prus i jak cała Wielkopolska znalazła się w zaborze pruskim. W okresie Wielkiego Księstwa Poznańskiego (1815-1848) miejscowość wzmiankowana jako Bieżyn należała do wsi większych w ówczesnym pruskim powiecie Kosten rejencji poznańskiej. Bieżyn należał do majątku Jerka, którego właścicielem był wówczas (1846) rząd pruski w Berlinie (w Jerce znajdował się urząd pruski). W skład majątku Jerka wchodziło łącznie 16 wsi. Według spisu urzędowego z 1837 roku Bieżyn liczył 230 mieszkańców, którzy zamieszkiwali 35 dymów (domostw).
W latach 1975–1998 miejscowość administracyjnie należała do województwa leszczyńskiego.
W Bieżyniu swoją bazę ma krzywińska kolej drezynowa z dawnym przystankiem Bieżyń.

## Demografia
Liczba mieszkańców miejscowości w poszczególnych latach:
| Rok  | Ilość mieszkańców |
| ---- | ----------------- |
| 1837 | 230               |
| 1998 | 429               |
| 2002 | 428               |
| 2009 | 456               |
| 2011 | 461               |
| 2021 | 427               |